# Ironman (журнал)
«Iron Man» — (читается «айронмен», от англ. Iron Man — «Железный человек») — американский журнал о бодибилдинге, пауэрлифтинге и силовом тренинге, основанный в 1936 году в городе Аллайанс, штат Небраска, американским бодибилдером и писателем Пири Рейдером и его женой Мейбел Рейдер (англ. Mabel Rader).

## История
Первое издание журнала, тиражом в пятьдесят экземпляров, было сделано с помощью копировального аппарата, стоявшего на столе в столовой авторов. «Iron Man» начинался как образовательный инструмент для информирования и просвещения людей, которые интересовались тяжёлой атлетикой, бодибилдингом и, в конце концов, пауэрлифтингом. Журнал выходил в Окснарде, штат Калифорния, и печатался в штате Кентукки.
Первые публикации журнала были созданы в количестве пятидесяти копий через копировальный аппарат, установленный на обеденном столе Рейдерсов. «IronMan» стартовал как учебный путеводитель, информирующий и обучающий людей, которые интересовались тяжёлой атлетикой, занимаясь бодибилдингом и, в конечном счёте, пауэрлифтингом.
Первый номер назывался «Супер-фигура» (англ. Super Physique), затем получил название «IronMan», под которым журнал выходит до сих пор.
В 1993 году редакция журнала IronMan переехала в Окснард, штат Калифорния.
Пири Рейдер называл атлетов после 40 лет «забытые люди», потому что фактически все статьи опубликованные примерно за последние 100 лет в «журналах про мышцы» были нацелены на подростков и молодых людей.
Журнал «IronMan» в течение его первых пятидесяти лет был обо всех трёх видах спорта с акцентом на силовой тренинг вообще как деятельности, увеличивающей жизнь. «IronMan» в то время сосредотачивал внимание на здоровье и аспектах силовых тренировок, хотя позже акцентировал внимание к «хардкорному» бодибилдингу.
В начале 1950-х журнал «IronMan» был первой учебной публикацией, показывающей женщинам работу с отягощениями как часть их здорового образа жизни. Более того, журнал показывал беременных женщин, тренирующихся с отягощениями, и рассказывал читателям о преимуществах упражнений во время беременности; современные концепции на десятилетия опередили своё время.
В конце 1950-х и начале 1960-х, «IronMan» был первым журналом, публиковавшем статьи о самых передовых программах тренировок, революционных методиках спортивного питания и пищевых добавках, включая информацию о высококачественных белках, полученных из молока и яиц, как естественных аминокислот. К этому времени, выходя два раза в месяц, журнал приобрёл более 30 000 подписчиков. Рейдеры никогда не работали над распространением изданий, его распространяла молва по типу сарафанного радио, подпитываемая способностью «железных людей» предоставлять достоверную информацию.
К 1970 году Артур Джонс создал свой первый опытный образец тренажёра «Nautilus». Он стремился разделить свои концепции с миром, но все журналы кроме «IronMan» игнорировали его. Пири Рейдер видел потенциал «Наутилуса» и в соответствии с желанием «IronMan» оставался открытым форумом для идей; Рейдера охватил энтузиазм и идеи Джонса. «IronMan» обеспечил «Наутилусу» выход на рынок и поддержку своими публикациями. Вся индустрия современных тренажёров была основана на плечах «Наутилуса».
К началу 1980-х Рейдер (в его семьдесят лет) провёл почти пятьдесят лет работы над выпуском публикаций, выходящих дважды в месяц, и в меру своего возраста уже не мог эффективно управлять издательским бизнесом, поэтому в августе 1986 года Рейдер продал свой журнал Джону Бэлику (англ. John Balik) с его компаньонами — Майклом Нево (англ. Michael Neveux) и мистером Олимпией Ли Хейни; с этого времени журнал о бодибилдинге выпускался как хардкорный.
5 января 2015 года компанию приобрели предприниматель Бинаис Бегович и его жена, доктор Кэтрин Бегович (англ. Catherine Begovic), апрельский номер был издан уже новыми владельцами. Предыдущий владелец Джон Балик остался в редакции в качестве консультанта издателя, а Майкл Нево — в качестве фотографа/директора по дизайну.
В 2020 году журналы «IronMan» и «Natural Olympia» были представлены на конкурсе «Мистер Америка» по бодибилдингу, организованным Спортивным союзом любителей.
На обложках журнала «IronMan» изображались атлеты хардкора и естественного бодибилдинга, таких как: Арнольд Шварценеггер, Джей Катлер, Себастьян Сигел, Майк О’Хирн, Боб Пэрис, Ли Хейни, Ли Лабрада и другие. Журнал также известен публикацией многочисленных выпусков купальников.